# Кальван (Марказі)
Кальван (перс. كلوان) — село в Ірані, у дегестані Есфандан, у Центральному бахші, шахрестані Коміджан остану Марказі. За даними перепису 2006 року, його населення становило 847 осіб, що проживали у складі 193 сімей.

## Клімат
Середня річна температура становить 12,08 °C, середня максимальна – 31,68 °C, а середня мінімальна – -11,31 °C. Середня річна кількість опадів – 271 мм.
| Клімат поселення                              | Клімат поселення | Клімат поселення | Клімат поселення | Клімат поселення | Клімат поселення | Клімат поселення | Клімат поселення | Клімат поселення | Клімат поселення | Клімат поселення | Клімат поселення | Клімат поселення | Клімат поселення |
| Показник                                      | Січ.             | Лют.             | Бер.             | Квіт.            | Трав.            | Черв.            | Лип.             | Серп.            | Вер.             | Жовт.            | Лист.            | Груд.            |                  |
| Середній максимум, °C                         | 7,59             | 10,04            | 14,94            | 20,15            | 24,46            | 31,19            | 31,68            | 30,58            | 26,08            | 20,86            | 13,99            | 8,06             |                  |
| Середня температура, °C                       | −1,87            | 0,59             | 5,49             | 10,70            | 15,00            | 21,73            | 25,36            | 24,25            | 19,75            | 14,54            | 7,66             | 1,74             |                  |
| Середній мінімум, °C                          | −11,31           | −8,88            | −3,96            | 1,24             | 5,55             | 12,28            | 19,04            | 17,94            | 13,44            | 8,22             | 1,33             | −4,58            |                  |
| Норма опадів, мм                              | 40               | 35               | 48               | 37               | 33               | 6                | 1                | 1                | 0                | 9                | 23               | 38               |                  |
| Середньомісячна швидкість вітру, м/с          | 1.67             | 2.00             | 3.06             | 3.09             | 2.63             | 2.52             | 2.57             | 2.48             | 2.26             | 2.20             | 1.98             | 1.33             |                  |
| Середньомісячна сонячна радіація, кДж/м²·день | 8921             | 12104            | 14561            | 18068            | 22213            | 26806            | 25933            | 23902            | 20733            | 15176            | 10822            | 8794             |                  |
| --------------------------------------------- | ---------------- | ---------------- | ---------------- | ---------------- | ---------------- | ---------------- | ---------------- | ---------------- | ---------------- | ---------------- | ---------------- | ---------------- | ---------------- |
| Джерело:                                      |                  |                  |                  |                  |                  |                  |                  |                  |                  |                  |                  |                  |                  |